# 范明 (将军)
范明（1914年12月4日—2010年2月23日），原名郝克勇，男，陕西临潼人，中国政治人物。曾先后在复旦大学、国民政府盐务税警官佐学校学习，后毕业于国立东北大学政经系。1932年5月，加入中国共产主义青年团；1938年初，转为中国共产党党员。1950年8月受中共指派，护送十世班禅返回塔尔寺，并出任西北军政委员会驻班禅行辕代表。曾历任西北人民解放军进藏部队司令员、兼政治委员，中共西藏工委副书记，西藏军区副政治委员；1955年，授少将军衔。
1958年被打成“右派”，撤销了党政军一切职务，同时还被开除党籍、军籍；和妻子一起，被发配到长白山地区劳动改造；后又涉入“彭德怀反党集团”，被关押在北京秦城监狱。1980年得到平反后，被任命为陕西省政协常务副主席。2010年2月23日，在西安病逝，享年95岁。

## 生平

### 早年经历
郝克勇于1914年12月4日出生陕西西安临潼县栎阳镇郝邢村（今属栎阳街道）的一个耕读世家。父亲郝鹏程是西北军的创始人之一，曾在杨虎城军中担任特种兵营长；与杨虎城、赵寿山是世交的弟兄。而郝克勇自幼接受良好教育，除熟读《四书》、《五经》和唐诗宋词数百首外，能撰写叙事明理的短文，还特别对中医感兴趣。
郝克勇的大哥郝克俊是经邓小平介绍加入中共的；1928年由杨虎城送到上海大学就读；次年，郝克勇也跟随哥哥来到上海，入建国中学上学。1932年，“一·二八”淞沪事变爆发后，克俊、克勇都加入了国民第十九军的抗日义勇军；1932年5月，17岁的郝克勇加入了中国共产主义青年团。1933年，郝克勇考入复旦大学，主修中文和哲学；1935年，又进入国民政府财政部开办的盐务税警官佐训练班第十二期；毕业后，被分配到贵州天柱县，当盐务税警分队长。后因扣留湖南省主席何键的走私盐船，而得罪了何键；在“西安事变”爆发后，受到打压，被迫返回西安。1937年，考入国立东北大学西安分校政经系三年级继续学习。在此期间，组织了抗日救亡团体“夏艺学会”，自任会长；加入了中华民族解放先锋队。1938年初，正式加入中国共产党。

### 抗战时期
1937年10月，郝克勇率领抗日救亡团体“夏艺学会”大多数学员，转到陕西泾阳安吴堡青训班。1938年2月，党组织派他到陕西三原陕军第十七师教导队任政治教员。1938年3月，郝克勇加入中国共产党。1938年7月，十七师扩编为国民革命军第三十八军，赵寿山任军长，十七师教导队被改为三十八军教导大队，郝克勇任教导队政治指导员。从1938年开始，郝克勇等人在三十八军先后办了5期教导班，培养干部1500多名，发展共产党员600多人。1938年底，中共陕西省委成立由蒙定军、胡振家和郝克勇3人组成的中共三十八军地下党工作委员会，蒙定军任地下工委书记，全面负责国民党三十八军中党的工作；胡振家负责部队的上层统战工作；郝克勇主要负责组织、统战和干训队及教导队的工作。在周恩来、李维汉的直接领导下，从事统战、兵运工作。郝克勇利用《新华日报》、《大公报》以及新华社的消息、社论在军中进行宣传活动。活动受到国民政府怀疑。1940年12月上旬，蒋介石侍从室发出密电，要求对蒙定军、郝克勇等37人实施逮捕。赵寿山得知消息后，让郝克勇隐蔽起来。直到1941年3月形势缓和后，郝克勇才又担任第三期教导队队长。1942年7月，地下工委在三十八军军部成立搜索连，郝克勇担任连长。1942年11月上旬，蒋介石调赵寿山去重庆受训。38军地下工委与赵寿山商量伺机投共，同时赵寿山提出入党要求，为此，38军地下工委请示中央。毛泽东给赵寿山发出电报：“勤兄：（一）可否派贵处郝克勇来和我一谈，请裁复。（二）今后通报改为公（毛泽东）、明（第三十八军工委）、勤（赵寿山）三字。弟公叩虞辰。”1942年12月上旬，郝克勇抵达延安；毛泽东仔细询问了地下工委的工作情况后，批准了赵寿山的入党请求；因为长期从事秘密工作，毛泽东建议郝克勇改名；并用郝的母姓，为他取名“范明”。1943年3月，范明返回三十八军。1944年3月，范明撤回延安，在中共中央党校二部学习，结业后任中共中央西北局统战部处长。至1944年3月，郝克勇先后担任地下工委委员、组织部长、统战部长、书记等职。经过地下工委卓有成效的工作，三十八军中秘密党员的人数，从1937年的20余人发展到1944年的630余人，基本上控制了三十八军的领导权。1945年上半年，原隶属于第四集团军的三十八军转属第三十八集团军，三十八军下辖的新编第三十五师改编为第五十五师，孔从周任副军长兼师长。1948年年7月17日，38军第十七师在师长张复振等率领下，在河南洛宁投共。1946年5月15日，该军在孔从周等人的率领下，在巩义通电投共。三十八军渡过黄河，进入晋西南解放区，改编为西北民主联军第三十八军。1947年3月，第三集团军总司令赵寿山辗转进入晋冀鲁豫解放区，7月3日通电全国投共。

### 国共内战时期
国共内战初期，范明担任中共中央西北局统战部处长、副部长。负责进行西北五省、以及河南和川北国民党控制区中共地下组织的布点任务。1946年参与领导“横山起义”。1946年11月4日，横山投共部队被编为西北民主联军骑兵第六师，胡景铎任师长，范明为师党委书记、政治部主任。
1949年，出任中国人民解放军第一野战军政治部秘书长、兼联络部部长；参加了延安保卫战及青化砭、羊马河、蟠龙、沙家店、宜川、荔北、扶眉、兰州等战役；是彭德怀的助手。

### 进藏司令
中华人民共和国建国前夕，受中共指派，范明赴西宁，争取当时还只有11岁的十世班禅对新政府的支持；并在1950年8月25日，帮助十世班禅回到塔尔寺。彭德怀曾打算让范明出任中共在乌鲁木齐的负责人；后中共又拟派他赴朝鲜，参加抗美援朝；但最终还是确定让他负责进军西藏的任务。不久，范明即出任中共中央西北局西藏工委书记、西北军区进藏部队司令员兼政委，西北军政委员会驻班禅行辕代表等职。1951年4月，范明陪同十世班禅进京；5月，“十七条协议”签署。1951年8月28日，范明率领4000人（途中改称第十八军独立支队），赶着8000头牦牛、马匹和1000多峰骆驼进藏，1951年12月1日胜利抵达拉萨。
1952年，西藏军区成立后，范明出任中共西藏地区工作委员会副书记、西藏军区(第一)副政治委员。
1955年，41岁的范明授少将军衔。

### 牢狱之苦
1958年4月，范明被打成了“右派”，随即被撤销了党政军的一切职务，并被开除党籍、军籍；和妻子梁枫，被押到东北长白山劳动改造，后因病被转到陕西大荔的劳改农场。1962年9月，又因“彭德怀反党集团”的牵连，被关押到秦城监狱。

### 钻研中医
范明早年就对中医有所研究。曾经为其父亲医治癌症，还经常为中共的领导和家属看病。在范明被强制劳动改造和关押监狱的二十多年里，他所有的东西都被没收了；仅剩下当年毛泽东赠送给他的那些车医书，没人敢收。范明在这期间，就潜心研究中医。在获得了上山采药、行医看病的特权后，他不仅医治了大量疑难杂症，还把中药方面的知识用于小麦、棉花的增产，以及对牲畜的疾病医治上。

### 恢复自由
1980年，中共中央组织部对范明进行复查，最终给予平反。此后，范明历任第六、第七届全国政协委员，1980年12月至1988年5月任政协陕西省委员会第四、第五届副主席、党组副书记。
2001年7月，87岁的范明被邀请前往拉萨，参加“庆祝西藏和平解放50周年盛典”等纪念活动，受到时任中共中央政治局常委、国家副主席、中央军委副主席胡锦涛的接见。2008年年初，当范明在电视上看到拉萨发生暴力衝突时，气愤地摔碎了手中的玻璃杯。
2010年2月23日18时，95岁的范明在西安病逝。2010年2月27日上午，遗体在西安三兆公墓火化。胡锦涛、温家宝、习近平、李克强、朱镕基等送花圈致哀，习近平委派亲属代表前来送别。

## 著作
- 范明 著/郝瑞 整理 《西藏內部之爭》 ，明鏡出版社，2009年12月20日

## 家庭
- 夫人梁枫：临潼人。1915年生。1934年4月24日和范明在陕西三原县登报结婚。1938年，任地下工委秘书。1951年，怀有身孕随军进藏，后被任命为中共西藏工委青年工作委员会副书记。1958年，梁枫被划为右派，在陕西大荔劳改队。1979年平反后担任陕西省卫生厅副厅长。1982年退休。
- 大女儿郝小延：1946年生于延安
- 小女儿郝西燕1952年初生于拉萨。